# В бурю
«В бурю» — опера на 4 дії, 8 картин російського композитора Тихона Хрєнникова , на лібрето А. М. Файко і Н. Е. Вірти за мотивами роману М. Е. Вірт «Самотність».
Прем'єра відбулася 10 жовтня 1939 року в Музичному театрі імені В. І. Немировича-Данченка.
У Київській опері йшла у 1973 році в українському перекладі Миколи Бажана.